# Foissy-lès-Vézelay
Foissy-lès-Vézelay is een gemeente in het Franse departement Yonne (regio Bourgogne-Franche-Comté) en telt 149 inwoners (1999). De plaats maakt deel uit van het arrondissement Avallon.

## Geografie
De oppervlakte van Foissy-lès-Vézelay bedraagt 5,5 km², de bevolkingsdichtheid is 27,1 inwoners per km².
De onderstaande kaart toont de ligging van Foissy-lès-Vézelay met de belangrijkste infrastructuur en aangrenzende gemeenten.

## Demografie
Onderstaande figuur toont het verloop van het inwonertal (bron: INSEE-tellingen).